# 大洋乡 (莆田市)
大洋乡是中国福建省莆田市涵江区下辖的一个乡。

## 行政区划
大洋乡下辖以下地区：
大洋村、瑶山村、崇兴村、杏山村、琼峰村、南岭村、坂洋村、坝头村、霞洋村、瑞云村、车口村、院埔村、可山村、昆山村、满长村、兔洋村、孝池村和莲峰村。